# Крил, Гэвин
Гэвин Джеймс Крил (англ. Gavin James Creel; 18 апреля 1976, Финдли, Огайо, США — 30 сентября 2024, Нью-Йорк) — американский актёр и певец.

## Биография
Гэвин Крил родился 18 апреля 1976 года в Финдли, штат Огайо.
Широкую известность актёру принесли выступления на Бродвее, в том числе в спектаклях «Клетка для чудаков», «Официантка», «В лес» и других. Он номинировался на «Тони» за главные роли в мюзиклах «Весьма современная Милли» (2002) и «Волосы» (2009) и удостоился награды за роль второго плана в «Хелло, Долли!» (2017). Работа в постановке «Книга мормона» принесла ему Премию Лоренса Оливье.
В 2021 году Крил сыграл Троя Уинслоу в сериале «Американские истории ужасов».
В июле 2024 года у Крила была диагностирована метастатическая меланотическая саркома оболочки периферического нерва. Он умер от рака у себя дома на Манхэттене 30 сентября 2024 года в возрасте 48 лет.